# Newag Vulcano
Newag Vulcano (typ 226M, oznaczenie przewoźnika DMU-001 ÷ 004) – dwuczłonowy, wąskotorowy spalinowy zespół trakcyjny produkowany przez Newag z Nowego Sącza dla Ferrovia Circumetnea do obsługi połączeń wokół wulkanu Etna. Powstały cztery zespoły, a w grudniu 2017 zamówiono kolejne cztery sztuki.

## Historia
19 kwietnia 2010 Ferrovia Circumetnea podpisały z włoskim przedsiębiorstwem Costa Sistemi Ferroviari (CSF) ramową umowę na zaprojektowanie i dostawę nowoczesnych pojazdów spalinowych do obsługi 110-kilometrowej trasy kolejowej okrążającej wulkan Etna. Projekt pociągu przedstawiło włoskie Officine di Costamasnaga. CSF utracił płynność finansową i 1 maja 2013 został postawiony w stan likwidacji. 5 września 2013 Newag złożył syndykowi ofertę kupna projektu pojazdu oraz przeniesienia umowy na dostawę gotowych SZT dla Kolei Etneńskich. Propozycja musiała zostać zaakceptowana przez włoskie władze, co miało miejsce 3 grudnia 2013. Przeniesiona umowa wykonawcza na cztery SZT została podpisana przez zarządy Ferrovia Circumetnea z siedzibą w Katanii i nowosądecki Newag. Oferta mogła w ciągu czterech kolejnych lat zostać rozszerzona do 10 pojazdów.
1 grudnia 2017, dzień przed końcem opcji rozszerzenia zamówienia, FCE poinformowało o skorzystaniu z tego prawa i zamówieniu dodatkowych 4 sztuk pociągów, z czego jeden SZT zamówiony jest bezwarunkowo, a dostawa pozostałych trzech zależna jest od uzyskania finansowania na ten cel. Koszt jednego pociągu to 3 723 210 euro, a wartość całego zamówienia wynosi 14 892 840 euro.

## Konstrukcja
Newag Vulcano to dwuczłonowy, jednoprzestrzenny, częściowo niskopodłogowy spalinowy zespół trakcyjny o prześwicie 950 mm przeznaczony do ruchu miejskiego, jak i podmiejskiego. Pojazd został oznaczony przez producenta typem konstrukcyjnym 226M.

### Wnętrze
Wsiadanie i wysiadanie pasażerów realizowane jest poprzez parę drzwi odskokowo-przesuwnych na stronę pojazdu w każdym członie.
Pojazd przystosowano do przewożenia osób niepełnosprawnych ruchowo. Przy drzwiach w członie A zamontowane zostały platformy ułatwiające wsiadanie do SZT oraz toaleta dla niepełnosprawnych w układzie zamkniętym. Zaplanowano tam też miejsce dla niepełnosprawnego na wózku inwalidzkim oraz stojaki dla rowerów. Zaprojektowano 100 miejsc siedzących, jednak możliwy będzie ich demontaż w warunkach eksploatacyjnych, zgodnie z potrzebami przewoźnika. Wersja dla FCE dysponuje 99 miejscami stałymi i 7 uchylnymi.
Dodatkowo zespół wyposażono w klimatyzację, monitoring, odbiornik GPS, system liczący pasażerów oraz czujniki dymu z automatyczną instalacją przeciwpożarową oraz system nagłośnieniowy sterowany z kabiny maszynisty.
Nadwozie pojazdu i rozplanowanie wnętrza zaprojektowane zostało przez włoskich stylistów. Polski producent wytworzył ramę nadwozia, wąskotorowe wózki z oparciem pudła przez układ bujakowy, zintegrowany układ napędowy z przekładnią elektryczną o nazwie Newagpack, elementy wyposażenia wnętrza, system informacji pasażerskiej, układ sterowania i okna oraz zmontował całość.

### Podwozie i napęd
Dwuczłonowy zespół oparty jest na czterech dwuosiowych wózkach – po dwóch na człon. Wszystkie wózki są wózkami napędowymi.
Napęd stanowią dwa zespoły napędowe składające się z silnika wysokoprężnego i przekładni elektrycznej pozwalające rozpędzić skład do 100 km/h.

## Eksploatacja
| Użytkownik           | Typ  | Oznaczenie    | Lata dostaw | Liczba sztuk |
| -------------------- | ---- | ------------- | ----------- | ------------ |
| Ferrovia Circumetnea | 226M | DMU-001 ÷ 004 | 2015–2016   | 4            |
| Ferrovia Circumetnea | 226M | 0 z 1 (4)     |             |              |

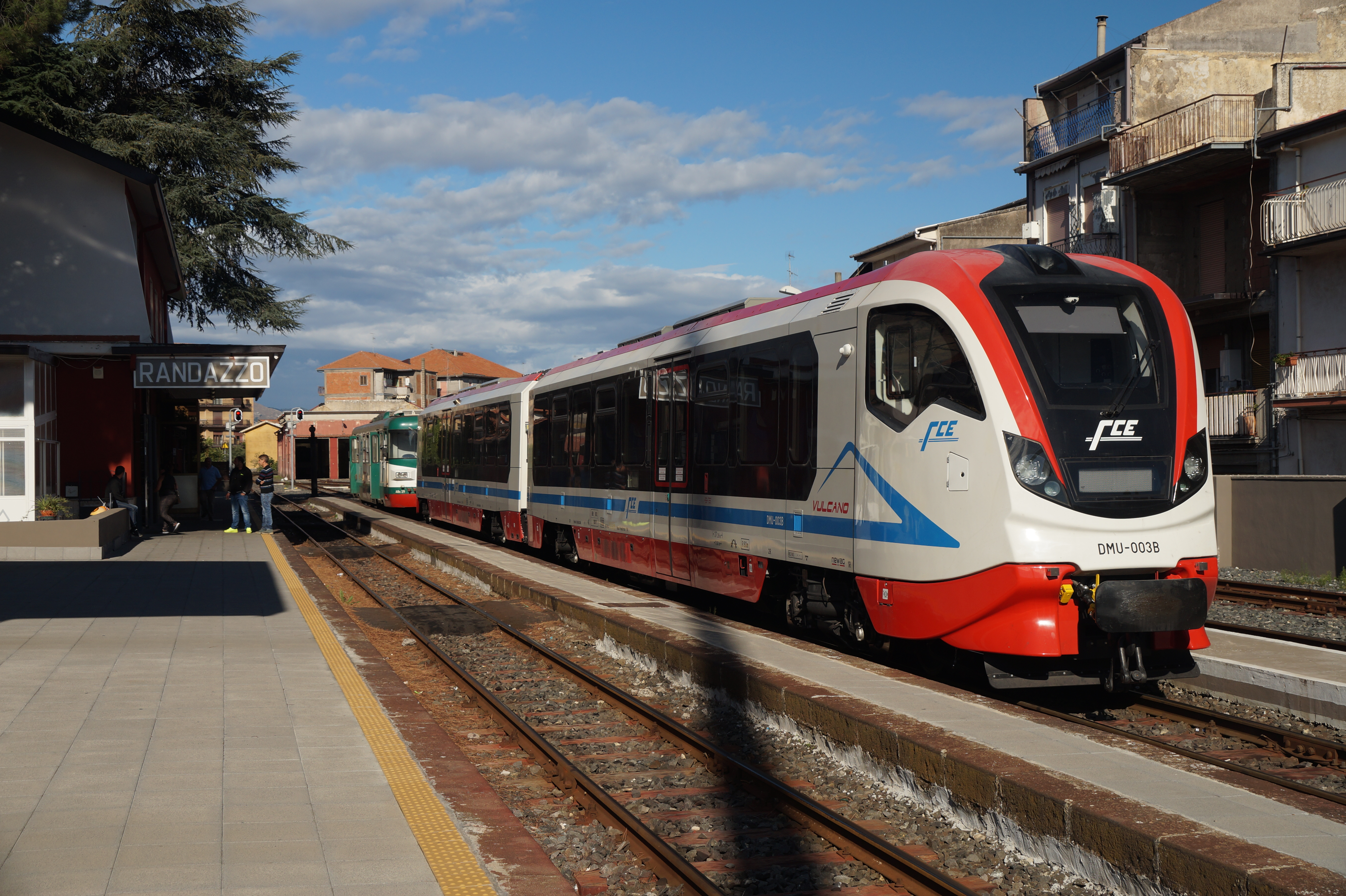
Pojazd DMU-003 na stacji w Randazzo

3 grudnia 2013 podpisano z Ferrovia Circumetnea przeniesienie umowy z postawionego w stan likwidacji Costa Sistemi Ferroviari na Newag. Umowa na 4 pojazdy może zostać rozszerzona o kolejne sześć.
W 2015 ukończono prace projektowe nad pojazdem i w marcu tamtego roku rozpoczęto budowę pierwszego egzemplarza Vulcano. W czerwcu pojazd miał zostać poddany testom na specjalnie do tego zbudowanym torowisku o prześwicie 950 mm. W połowie lipca Vulcano miał zostać wysłany do Włoch, a do eksploatacji miał zostać przekazany w sierpniu.
25 września 2015 podano, że Vulcano dla Kolei Etneńskich znajduje się w końcowej fazie produkcji. 26 listopada pierwszy gotowy skład został podzielony na dwie części i rozpoczęto jego transport do Włoch na lawetach. 30 listopada zespół z wykorzystaniem promu dotarł do Porto di Catania na Sycylii. W pierwszych dniach grudnia w lokomotywowni przy stacji Catania Borgo jego człony zostały połączone i pojazd przeszedł pierwszy rozruch. W tym samym czasie producent rozpoczął transport drugiego egzemplarza, natomiast kilka dni później pierwszy dostarczony skład odbył pierwszy przejazd techniczny. 19 grudnia składy zostały oficjalnie przekazane przewoźnikowi.
W połowie stycznia 2016 trwały testy pojazdów. W połowie maja zaś na Sycylii znajdowały się trzy składy, z których pierwszy zakończył test 3000 km, natomiast czwarty zamówiony zespół był w drodze do Włoch. 24 maja o godz. 13:42 pierwsza jednostka wyruszyła ze stacji Catania Borgo w pierwszy regularny kurs do Bronte. Pod koniec stycznia 2017 do eksploatacji włączono ostatni, czwarty pojazd.
Przewoźnik nadał pojazdom oznaczenia DMU-001 ÷ 004.